# Святая Иуния
Иуния (Юния, Гуния, греч. Ιουνία; I век) — апостол из числа семидесяти, родственница (соплеменница) апостола Павла, помощница Андроника (в поздних преданиях супруга). 
Путешествовала, учила и проповедовала  с Андроником. Апостол Павел сообщает, что Андроник и Юния страдали с ним в узах, но когда это было, неизвестно. Павел относит Андроника и Юнию к «прославившимся между Апостолами» и прежде его уверовавшим во Христа (Рим. 16:7). Андроник и Иуния скончались естественной смертью. В сирийских апостольских списках сохранилась легенда, что Юния была схвачена и окончила жизнь мученически на острове Самос. Горячо почиталась в IV веке. В одной из проповедей Иоанн Златоуст говорит об Юнии, призывая женщин Константинополя ей подражать. В синаскарям под 22 февраля приводится сказание, что клирику и каллиграфу Николаю было открыто в видении, что мощи Андроника и Иунии находятся среди мощей, которые были обретены в константинопольском квартале Евгения (районе Евгеньевых ворот, πύλαι ἁγίου Εὐγενίου, которые связывали город с гаванью Боспорион) в правление императора Аркадия (395—408). Эти сведения признаны неверными. Прославлена в лике святых. Память в Православной церкви совершается  4 (17) января, 17 (30) мая и 30 июля (12 августа) в Соборе апостолов от 70. В большинстве византийских календарей память апостолов Андроника и Иунии отмечена 17 мая. Под этой датой в Синаксаре Константинопольской церкви (конец X века) и Минологии Василия II (конец X века) содержится их краткое Житие.
Святые отцы, комментировавшие отрывок из «Послания к Римлянам» включали Андроника и Юнию в число апостолов. Джозеф Фицмайер перечисляет Оригена, Амвросия, Иеронима, Иоанна Златоуста, Феодорита, Псевдо-Примасия, Иоанна Дамаскина и некоторых позднейших комментаторов, вплоть до XII века. Также считают Юнию женщиной «Пасхальная хроника», Феофилакт Болгарский, Икумений Триккский и другие. В Средние века писцы ввели форму «Юниас» (Ιουνίας), потому что считали, что апостолом может быть только мужчина. Эгидий Римский, комментировавший в XIII веке отрывок, принял, что Андроник и Юлиан (Ἰουλίαν) были мужчинами. До 1970-х годов господствовало в науке предположение, что апостолами могут быть только мужчины, и  поэтому упомянутое Павлом имя — мужское. Этой точки зрения придерживался Артур Хедлам в 1899 году. Однако Чарльз Гарольд Додд в 1932 году писал, что «Златоуст, проповедуя на тему этого отрывка, не видит ничего удивительного в апостоле-женщине — значит, и нам удивляться не стоит». В 1914 году Мари-Жозеф Лагранж привёл аргумент, что женское имя «Юния» широко известно, а имя «Юниас» не встречается, и следует исходить из предположения, что речь идёт о женщине Юнии.
Ричард Бокэм предполагает, что Юния — та же женщина, что Иоанна Мироносица, жена Хузы, домоправителя Иродова, из Евангелия от Луки (Лк. 8:3).